# Guillermo Miller
William Miller, född  12 december 1795 i Wingham, död  31 oktober 1861 i Lima, också kallad Guillermo Miller i Hispanoamerika, var en brittisk militär som utmärkte sig i de spanskamerikanska självständighetskrigen (Argentina, Chile och Peru).

## I tjänst för England och Amerika
Miller föddes den 12 december 1795 i Wingham, grevskapet Kent i England.
Han skrev in sig i den brittiska armén och i augusti 1811 landsteg han i Lissabon som en del av de trupper som brittiska kronan skickade till Iberiska halvön för att tillsammans med portugisiska och spanska trupper strida mot Napoleons arméer.
Den då unge officeren Miller deltog i belägringarna av Ciudad Rodrigo, Badajoz och San Sebastián, och deltog också i det avgörande Slaget vid Vitoria där general Arthur Wellesley definitivt lyckades förvisa de franska trupperna från Spanien.
År 1817, som många av hans landsmän, emigrerade Miller till Sydamerika sökande ära och berömmelse. Han kom till Argentina där han omedelbart tog genast värvning i den patriotiska armén. Med artillerikaptens rang korsade han bergskedjan med andinska befrielsearmén, och lyckades uppnå Chiles självständighet.

## Självständighetskampen för Peru
När de allierade för självständighet (Argentina och Chile) organiserade befrielsearmén för Peru, anslöt sig Guillermo Miller till denna.

Millers flagga för ett självständigt Tacna.

Under denna period hissade amiral Miller en flagga i staden Tacna, för att försöka samla peruaner för självständighetskampen. Det var en marinblå flagga med en gyllene sol. Vissa författare betraktar denna flagga som Perus första flagga, även om det finns kontroverser om det.
När José de San Martín drog sig tillbaka från Peru fortsatte general Miller att vara en del av den förenade befrielsearmén och deltog i krigets olika kampanjer. År 1824 utnämnde Simón Bolívar honom till general för självständighetskavalleriet, och med den rangen deltog han i striderna vid Junín, Corpahuaico och Ayacucho.
Hans anmärkningsvärda prestationer under kriget gav honom befordran till rang av marskalk av Perus armé. 1821 hade han deltagit i skapandet av kavalleriregementet Perus husarer (Húsares de la Legión Peruana), som, efter att ha ingripit heroiskt och beslutsamt i Slaget vid Junín, döptes om till Juníns husarer (Húsares de Junín). Mellan 1987 och 2012 tjänstgjorde de som garde för Perus regeringspalats.